# 357P/Hill
Pour les articles homonymes, voir Comète Hill.
357P/Hill est une comète périodique découverte le 8 octobre 2008 par l'astronome américain Richard Erik Hill dans le cadre du programme Catalina Sky Survey.
Elle est retrouvée sur des images prises par le programme Pan-STARRS le 25 juillet 2017 et le 18 août 2017. Sa période orbitale est de 9,44 ans.